# Wild Cardz
Wild Cardz, conhecido no Japão como Jaja-uma Quartet (Jaja馬!カルテット), é uma série de mangá japonês escrito por Noritaka Suzuki. Foi adaptado em um anime de dois episódio originais (OVA) em 1997, dirigido por Yasuchika Nagaoka. Foi lançado no Japão pelo Studio OX, Movic e BMG Victor no Japão. Foi lançado na América do Norte pela Central Park Media.

## Resumo
O Card Kingdom é uma terra de destaque, que é tomada por invasores e cabe as Cavaleiras da Coroa expulsar os invasores e proteger sua terra com toda a sua força.
Este anime tem sido comparado com os trabalhos anteriores do diretor, e em vez de ser mais parecido com o gênero garota mágica, o foco é mais orientado para a ação com estilos semelhantes a uma série Shonen. Alguns dos personagens e inimigos são nomeados a partir de peças de jogos ou do baralho, para coincidir com o tema.

## As Cavaleiras da Coroa
- Joe Diamond XVII (Jo Diamonds): Jo possui velocidade supersônica e voo incrível. Seu Diamante Mágico faz com que ela quase se torne invencível e pode até mesmo ultrapassar a velocidade da luz.
- Casa Clover XVII (Casa Clubs): Casa é a mística das Cavaleiras da Coroa e pode sentir qualquer coisa com seus poderes psíquicos.
- Coco Heartful XVIII (Coco Hearts): Coco é o piadista das Cavaleiras da Coroa e é um psiônica que usa o "Magic Psycho". Ela é também a mais jovem das Cavaleiras da Coroa.
- Sunday Spade XVII (Sunday Spades): Sunday é a líder das Cavaleiras da Coroa, que tem um poder temível escondido debaixo de sua roupa e só vai usá-lo para salvar o Card Kingdom. Ela costuma ficar para trás e ordena as Cavaleiras da Coroa para defender o reino e só escolhe ir para a batalha, quando necessário.